# Linum decumbens
Linum decumbens là một loài thực vật có hoa trong họ Linaceae. Loài này được Desf. mô tả khoa học đầu tiên năm 1798.